# Bages (Pirineos Orientales)
Bages (en catalán: Bages de Rosselló)  es una localidad y comuna francesa situada en el departamento de los Pirineos Orientales y la región de Occitania. Pertenece al distrito de Perpiñán y cantón de Elne, estando sus principales recursos económicos en la viticultura y horticultura.
Sus habitantes reciben el gentilicio en francés de Bagéens o de Bagenc- Bagenca en catalán.

## Geografía

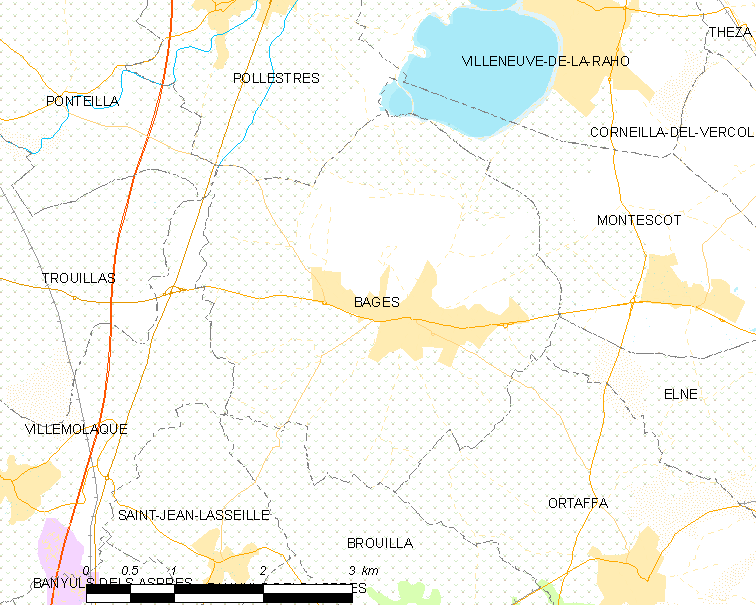
Situación de Bages

## Historia
La comuna se encuentra en la llanura del municipio histórico del Rosellón, perteneciendo, por tanto, a la comarca histórica homónima.

## Demografía
| 1755 | 1900 | 2145 | 2711 | 3317 | 3328 |
| Para los censos de 1962 a 1999 la población legal corresponde a la población sin duplicidades (Fuente: INSEE [Consultar]) |      |      |      |      |      |

## Personalidades ligadas a la comuna
- Jean-Pierre Serre, matemático, nacido en 1926 en la población.